# San Juan de Santa Bárbara
San Juan es un distrito del cantón de Santa Bárbara, en la provincia de Heredia, de Costa Rica.

## Geografía
San Juan cuenta con un área de 4,48 km² y una altitud media de 1045 m s. n. m.

## Demografía
Para el año 2022, San Juan cuenta con una población estimada de 8707 habitantes, y para el último censo efectuado, en 2011, San Juan contaba con una población de 7662 habitantes.

## Localidades
- Cabecera: San Juan Abajo
- Poblados: Cinco Esquinas, Lotes Moreira, San Juan Arriba

## Transporte

### Carreteras
Al distrito lo atraviesan las siguientes rutas nacionales de carretera:
- Ruta nacional 119
- Ruta nacional 123